# Eleições gerais em Moçambique em 2004
Nas eleições presidencial e parlamentar de 2004, realizadas nos dias 1 e 2 de dezembro, Armando Guebuza, o novo candidato da FRELIMO, ganhou 63,7% dos votos, mais do dobro do candidato da RENAMO, Afonso Dhlakama (31,7%).
Na votação para o parlamento, a FRELIMO ganhou 62% (1,8 milhões) dos votos, a RENAMO-União Eleitoral 29,7% (905 000 votos) e 18 partidos minoritários partilharam os restantes 8%. Assim, a FRELIMO ocupou 160 assentos e a RENAMO-UE, 90.
Estas eleições foram criticadas por não terem sido conduzidas de forma justa e transparente, tanto pela Missão de Observação da União Europeia às Eleições em Mozambique e pelo Carter Center. Contudo, de acordo com com os observadores, os problemas detectados não teriam provavelmente afetado os resultados na escolha do Presidente da República, mas a distribuição de assentos no parlamento pelos partidos poderia ter levado a algumas alterações (com a RENAMO provavelmente perdendo alguns assentos para a FRELIMO).
| Candidatos - Partidos                                            | Votos     | %     |
| ---------------------------------------------------------------- | --------- | ----- |
| Armando Guebuza - Partido FRELIMO                                | 2 004 226 | 63,74 |
| Afonso Dhlakama - RENAMO                                         | 998 059   | 31,74 |
| Raul Domingos - Partido para a Paz, Democracia e Desenvolvimento | 85 815    | 2,73  |
| Yaqub Sibindy - Partido Independente de Moçambique               | 28 656    | 0,91  |
| Carlos Reis - Frente Unida para a Mudança e bom Governo          | 27 412    | 0,87  |
| Total (afluência 36,4%)                                          | 3 144 168 |       |
| Fonte: African Elections Database                                |           |       |

A 2 de fevereiro de 2005, Guebuza tomou posse como Presidente da República, sem o reconhecimento de Dhlakama e da RENAMO, que não participaram na cerimónia de investidura. A RENAMO, contudo, concordou em participar no parlamento e no Conselho de Estado.